# Peter Greenwell
Peter Greenwell (* 12. August 1929 in Hampton-in-Arden, Metropolitan Borough of Solihull; † 4. Juni 2006 in Dénia, Spanien) war ein britischer Komponist, Arrangeur und Pianist.
Greenwell komponierte gelegentlich für Film und Fernsehen, vor allem  aber für Theater und Musicals. Er arbeitete ab 1962 bis zu dessen Tod 1973 eng mit Noël Coward zusammen. Greenwell begann seine Theaterlaufbahn in den 1940er Jahren in Irland. 1955 wurde er in London durch seine Beteiligung an einer Produktion mit der Schauspielerin Hattie Jacques bekannt. Seine spätere Bekanntschaft mit Peter Wildeblood führte Greenwell auch zu seiner Fernseharbeit in den 1960er und 1970er Jahren. Greenwell trat auch als Pianist bei diversen Theaterproduktionen in Erscheinung.
Bei der Oscarverleihung 1972 war Greenwell gemeinsam mit Peter Maxwell Davies für die Musik zu Boyfriend in der Kategorie Beste Filmmusik (Original Song Score) für den Oscar nominiert.
Als Komponist war Greenwell außerdem an den Filmen Rekruten im Todesdschungel (The Virgin Soldiers, 1969), Kommandosache ‘Nackter Po‘ und Our Miss Fred  (1972) sowie Don't Just Lie There, Say Something! (1974) beteiligt.